# Swiss Market Index
A Swiss Market Index (em português: Índice de Mercado Suíço), cuja abreviação oficial é SMI, é o Índice de bolsa de valores suíço. Ele lista as 20 maiores empresas suíças blue chips, que constam na SIX Swiss Exchange, a bolsa de valores de Zurique.
O índice foi criado, em 1988, pela SIX Swiss Exchange, este índice cobre aproximadamente 90% da capitalização suíça. Os três valores com maior capitalização do mercado: Nestlé, Novartis e Hoffmann-La Roche representavam em 2009, 60% de todo índice.

## Constituição
| Companhia              | Setor                          | Sede     | Símbolo no Índice | Peso no índice (%)1 |
| ---------------------- | ------------------------------ | -------- | ----------------- | ------------------- |
| ABB                    | equipamentos eletrônicos       | Zurique  | ABBN              | 4.35                |
| Actelion               | biotecnologia                  | Basel    | ATLN              | 1.20                |
| Adecco                 | recursos humanos               | Zurique  | ADEN              | 1.23                |
| Credit Suisse          | bancos                         | Zurique  | CSGN              | 3.26                |
| Geberit                | mat. de construção             | São Galo | GEBN              | 1.18                |
| Givaudan               | especialidade química          | Genebra  | GIVN              | 1.39                |
| Holcim                 | mat. de construção             | São Galo | HOLN              | 1.53                |
| Julius Baer Group      | bancos                         | Zurique  | BAER              | 0.91                |
| Nestlé                 | alimentação                    | Vaud     | {NESN             | 22.05               |
| Novartis               | farmacêutica                   | Basel    | NOVN              | 23.03               |
| Richemont              | relojoaria                     | Genebra  | CFR               | 4.03                |
| Roche                  | farmacêutica                   | Basel    | ROG               | 16.71               |
| SGS                    | certificadora                  | Genebra  | SGSN              | 0.97                |
| Swatch Group           | relojoaria                     | Berna    | UHR               | 1.23                |
| Swiss Re               | re-incorporadora               | Zurique  | SREN              | 2.76                |
| Swisscom               | telecomunicações               | Berna    | SCMN              | 1.27                |
| Syngenta               | agroquímica                    | Basel    | SYNN              | 2.87                |
| Transocean             | serviços e equipamentos a óleo | Genebra  | RIGN              | 0.49                |
| UBS                    | bancos                         | Zurique  | UBSN              | 5.33                |
| Zurich Insurance Group | seguros                        | Zurique  | ZURN              | 4.19                |